# Anne-Laurence Petel
Anne-Laurence Petel, née le 8 février 1970 à Saint-Raphaël (Var), est une femme politique française.
Membre de La République en marche (LREM), elle est élue députée dans la quatorzième circonscription des Bouches-du-Rhône lors des élections législatives de 2017. Elle est réélue pour un second mandat lors des élections législatives de 2022 dans la même circonscription.
Tête de liste LREM aux élections municipales de 2020 à Aix-en-Provence, elle est battue au second tour par la maire sortante, Maryse Joissains-Masini (LR).
Arrivée troisième au premier tour des élections législatives de 2024, elle se maintient au second tour dans une triangulaire où elle est battue par le candidat LR-RN Gérault Verny.

## Biographie
Anne-Laurence Petel est née le 8 février 1970 à Saint-Raphaël en France. Sa mère est membre du Parti communiste français.
Après des études de communication politique à l'université Panthéon-Assas et à la Sorbonne, elle intègre la municipalité du Plessis-Robinson, en tant qu'assistante communication.
Elle est ensuite collaboratrice de cabinet de Michel Moynier, maire de Narbonne, de 1998 à 2002, avant de devenir responsable des relations extérieures de Bouygues Telecom pour le secteur Sud-Est jusqu'en août 2017.

## Parcours politique
Elle indique avoir voté pour François Bayrou aux scrutins présidentiels de 2002 et 2007.
Elle rencontre Christophe Castaner dans le cadre de ses activités professionnelles. Indiquant avoir eu comme « déclic » le meeting organisé par Emmanuel Macron à la Mutualité en juillet 2016, elle s'engage en août 2016, au sein d'En marche, en tant que co-animatrice du comité local d'Aix-en-Provence[réf. nécessaire].
Elle est investie par La République en marche (LREM) pour les élections législatives de 2017 dans la quatorzième circonscription des Bouches-du-Rhône, avec comme suppléant le chirurgien aixois Dominique Sassoon. Elle est élue députée avec 60,23 % des voix au second tour face à Stéphane Paoli (Les Républicains), adjoint à la maire d'Aix-en-Provence, Maryse Joissains-Masini,.
Elle est élue au sein du bureau exécutif de LREM le 18 novembre 2017, dans lequel elle est déléguée adjointe à la Transformation économique et sociale.
En juillet 2019, Anne-Laurence Petel obtient l'investiture de LREM pour les élections municipales de 2020 à Aix-en-Provence. La majorité présidentielle considère alors Aix-en-Provence comme l’une des villes où elle peut l’emporter. Entre les deux tours, après que sa liste est arrivée en deuxième position, Anne-Laurence Petel propose un accord aux autres listes d’opposition, menées par Dominique Sassoon (tête de liste EELV et son suppléant à l'Assemblée nationale), Marc Pena (union de la gauche) et Jean-Marc Perrin (divers droite). EELV intervient cependant pour mettre un terme aux discussions avec Dominique Sassoon,. Mais la liste LREM parvient à rallier neuf colistiers de Jean-Marc Perrin, ancien adjoint de la maire de droite (LR) sortante, Maryse Joissains-Masini. Finalement, Anne-Laurence Petel échoue au second tour avec 32,1 % des voix, derrière la liste de Maryse Joissains-Masini (43,5 %).
Candidate pour un deuxième mandat lors des élections législatives de juin 2022, elle est réélue députée de la quatorzième circonscription des Bouches-du-Rhône, recueillant 56,9 % des suffrages au second tour, face à Hélène Le Cacheux (La France Insoumise).
À nouveau candidate dans la même circonscription lors des élections législatives de 2024, elle termine en troisième position au premier tour derrière les candidats RN (Gérault Verny) et PS-NFP (Jean-David Ciot). Elle refuse de se désister au second tour malgré une consigne générale de front républicain et laisse ainsi élire le candidat RN, qui l'emporte de seulement 850 voix devant Jean-David Ciot. Dans les jours suivants, la presse évoque son « déshonneur ».
Fin mai 2025, elle annonce qu'elle ne se présentera pas aux élections municipales de 2026 à Aix-en-Provence et qu'elle met sa carrière politique en pause.

## Prise de position
Après la mort de Nahel Merzouk, Anne-Laurence Petel se fait remarquer par une prise de position avec un « franc-parler assez inhabituel dans un contexte social très sensible », différente de celles adoptées par la majorité des macronistes. Elle qualifie la victime de « délinquant ». Elle soutient par ailleurs qu'« arrêter ce jeune homme, ça n'était pas un acte de racisme », persiflant l'attitude d'une partie de la gauche à l'encontre des forces de l'ordre. Ses propos sont critiqués par le député LFI Antoine Léaument et par la députée EELV Sandrine Rousseau, tandis que l'avocat de la famille de Merzouk annonce une plainte à venir de celle-ci.